# De Biezen
De Biezen is een eiland in het Nederlandse water Wolderwijd.
Het eiland ligt in de gemeente Zeewolde (provincie Flevoland), nabij het natuurgebied Harderbroek. Het beheer van het eiland ligt in de handen van gebiedscoöperatie Gastvrije Randmeren.

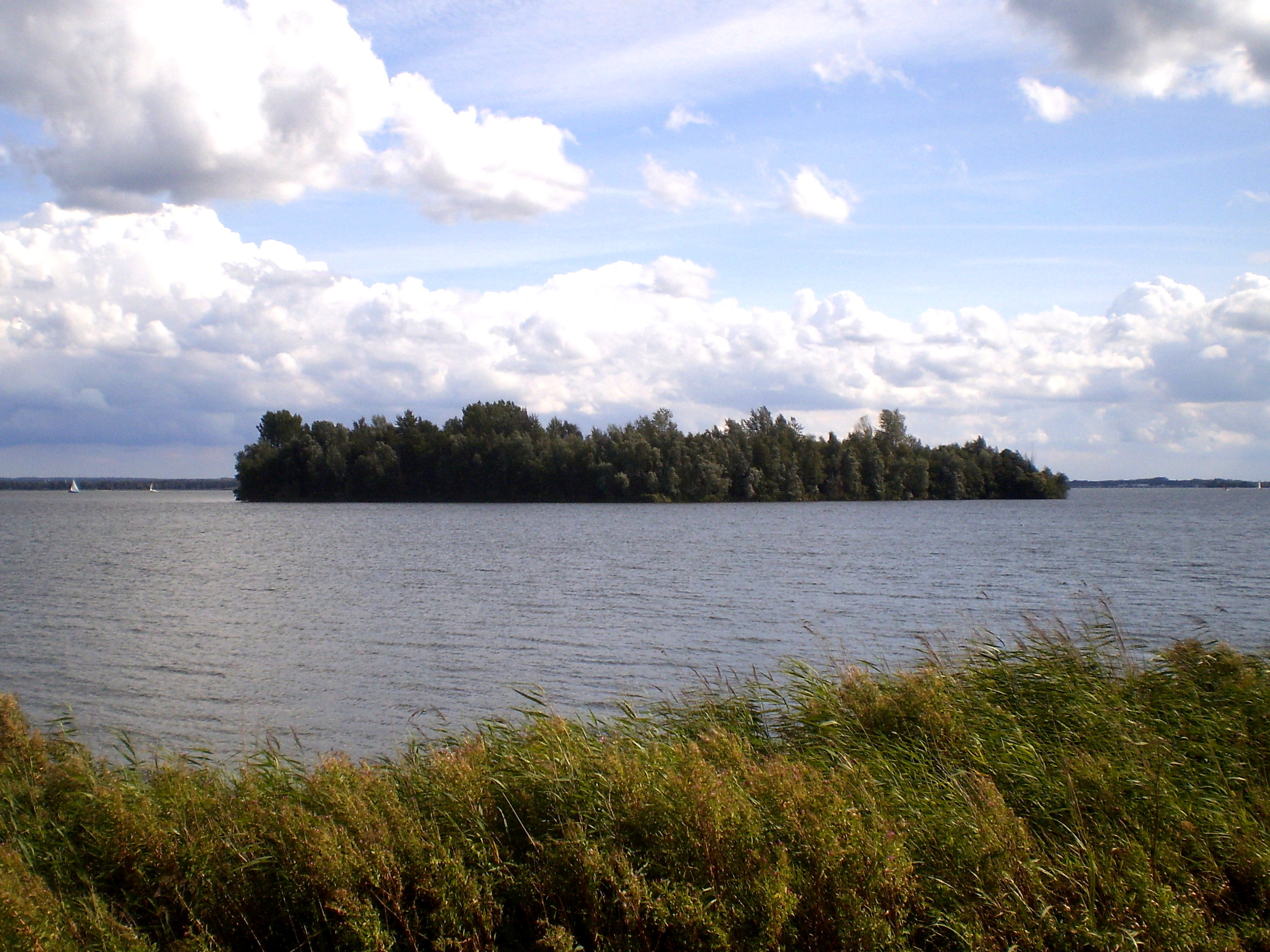
De Biezen gezien vanaf de Zeewolderdijk (2014)